# Изкуствена невронна мрежа
 Тази статия е за изчислителния модел.  За мрежата от живи неврони вижте Биологична невронна мрежа.  
Симулация на невронна мрежа, изкуствена невронна мрежа, разговорно наричана само невронна мрежа, е изчислителен модел за обработка на информация, вдъхновен от изучаването на биоелектричните мрежи в мозъка на човека и животните, образувани от неврони и техните синапси.
Математическият аналог на биологичната невронна мрежа представлява множество от взаимносвързани прости изчислителни елементи (възли или изкуствени неврони). Всеки от тях приема сигнали от другите (под формата на числа), сумира ги, като сумата минава през активационна функция, и така определя своята активация (степен на възбуда), която се предава по изходящите връзки към другите неврони. Всяка връзка има тегло, което, умножавайки се със сигнала, определя неговата значимост (сила). Теглата на връзките са аналогични на силата на синаптичните импулси, предавани между биологичните неврони. Отрицателна стойност на теглото съответства на подтискащ импулс, а положителната – на възбуждащ.
В невронната мрежа обикновено винаги съществуват входен и изходен слой от неврони, във входния се въвежда информацията към мрежата, след това сигналите от входните неврони преминават през един или няколко слоя от междинни (скрити) неврони, според топологията на невронната мрежа, като сигналите накрая стигат до изходния слой, откъдето се чете резултатът.
Математически е доказано, че всяка невронна мрежа с поне един скрит слой от достатъчно на брой неврони между входния и изходния слой, може да моделира поведението на всяка съществуваща функция.
Теглата на връзките между невроните определят функционалността и поведението на невронната мрежа. За да бъде една невронна мрежа използваема и приложима към даден проблем, тя трябва да бъде предварително обучена.
Обучаването на една невронна мрежа се извършва чрез промяна на теглата на връзките между невроните и се осъществява чрез правила, които определят как да се променят тези тегла. Най-разпространен сред тях е методът на обратното разпространение на сигнал за грешка (back-propagation), където за всеки изходен неврон се изчислява разликата от желаното му поведение, като се формира сигнал за грешка, който се движи назад към входния слой и по пътя си променя теглата на връзките така, че при следващата активация на мрежата грешката да бъде по-малка от сегашната. Този начин на „обучение“ на мрежата обаче води до „забравяне“ – ако мрежата бъде обучена да разпознава един елемент и впоследствие той не се повтори във входните данни, мрежата „забравя“ този елемент.
На невронните мрежи се гледа като на инструмент, който ще ни помогне да разберем механизмите на фукнциониране на човешкия мозък. Главната причина за това е биологичната им правдоподобност. За разлика от класическия, символен подход към изкуствения интелект, невронните мрежи много повече се доближават до нашите мозъци по начина си на функциониране. Те се състоят от множество свързани прости изчислителни единици (неврони). Изчисленията не се извършват на едно централно място, а са разпределени по цялата мрежа. Това прави мрежата изключително гъвкава, като тя продължава да работи дори когато от нея умишлено са премахнати изчислителни елементи. За сравнение, фон Ноймановата архитектура престава да функционира, ако от нея липсва дори един елемент.
Този модел на човешкия мозък не е перфектен. Повечето съществуващи към момента изкуствени невронни мрежи не могат да моделират ефекта на хормоните върху мозъка. Освен това се оказва, че за да можем математически да опишем една изкуствена мрежа, в нея трябва да се спазват определени правила, например сигналите да се движат от входния към изходния слой, но не и обратно. (Съществуват и изкуствени мрежи, които са циклични, но поради повишената им сложност все още не са добре изучени.) Може би най-големият недостатък на невронните мрежи е, че тяхното обучение изисква множество повторения, а в много случаи животните научават дадена информация след като са били изложени на нея само веднъж.